# Caldecott (Cheshire)
Caldecott is een civil parish in het bestuurlijke gebied Cheshire West and Chester, in het Engelse graafschap Cheshire met 24 inwoners.